# Свято Маркіян Васильович
Маркіян Васильович Свято (народився 15 липня 1973 в місті Львові) — український співак (баритон) і педагог. Лауреат всеукраїнських і дипломант міжнародних конкурсів. Син Василя Петровича Свята.

## Життєпис
Початкова освіта по класу скрипки. Вищу диригентську освіту отримав у Національному Університеті Культури і Мистецтв України. Вищу вокальну освіту отримав у Національній музичній академії імені Петра Чайковського (Київській консерваторії). Брав уроки в професора Р. Хірнер-Лілль (Вища музична школа в Мюнхені, Німеччина).
Працює солістом Оперної Студії при Національній Музичній Академії імені П. І. Чайковського, викладачем вокалу Стрітівської Вищої педагогічної школи кобзарського мистецтва.

## Творчість

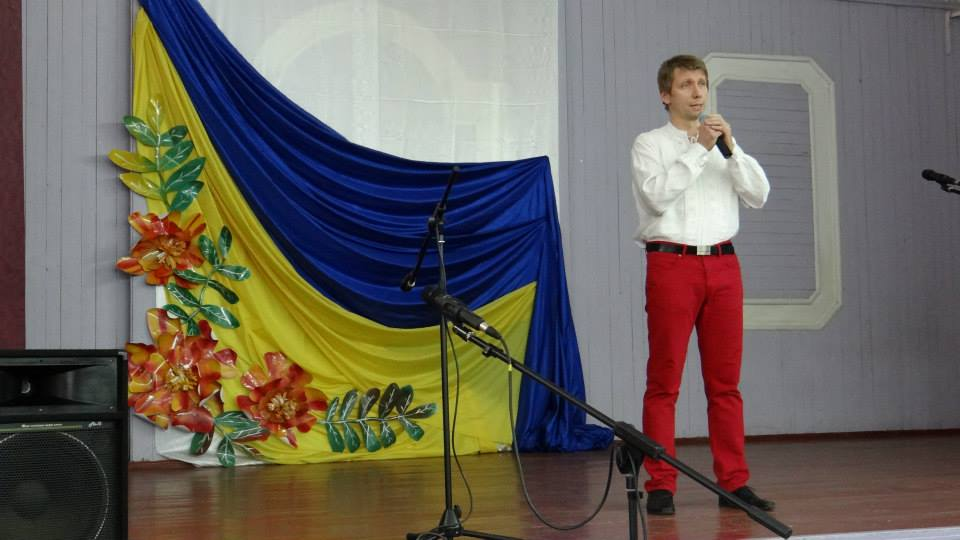
День української мови в Конотопі (листопад 2014)

За час навчання в НМАУ та впродовж роботи солістом Оперної Студії виконав головні партії в операх «Весілля Фігаро» В. А. Моцарта (Граф), «Паяци» Р. Леонкавалло (Сільвіо), «Любовний напій» Г. Доніцетті (Белькоре), «Травіатта» Дж. Верді (Жермон), «Вексель на шлюб» Дж. Россіні (Міль), «Телефон» Дж. Менотті (Бен) та ряд другорядних партій.
В концертному репертуарі має понад 100 творів світової та української вокальної музики.
Бере участь у радіопередачах та фондових записах на Українському радіо.
В оперному та камерному репертуарах твори українських композиторів та класиків європейської і світової музики.
Впродовж останніх 10 років виконав на різних сценах Києва і в інших містах України концерні програми класичної та стародавньої вокальної музики, цикли романсів українських, сербських, польських та російських композиторів.
В концертно-естрадному репертуарі пісні на слова В. Симоненка, А. Малишка, Ю. Рибчинського, Ю. Тітова, В. Ковтуна, С. Суворової, І. Лазаревського, на музику І. Шамо, В. Повалія, В. Кияниці, М. Гаденка, П. Мрежука.

## Відзнаки
- Дипломом учасника Міжнародного конкурсу Віденської камерної опери (Австрія, липень 2000 року)
- дипломант 33-го Міжнародного конкурсу Jeunesses Musicales у місті Белград (Сербія, квітень 2003).
- Лауреат всеукраїнського конкурсу українського сучасного романсу «Осіннє рандеву» (місто Миргород, 2005).
- Лауреат телерадіофестивалів «Прем'єра пісні» (2011), «Рідна мати моя» (місто Обухів, 2012), заснованих ДТРК «Всесвітня служба УТР».
- Лауреат Літературно-мистецької премії імені Дмитра Луценка «Осіннє золото» (2015)[1]
- Дипломант фестивалю «Шлягер року-2015»[2]